# 北九州市立東朽網小学校
北九州市立東朽網小学校（きたきゅうしゅうしりつ ひがしくさみしょうがっこう）は、福岡県北九州市小倉南区朽網東三丁目にある公立小学校。

## 沿革
- 1983年（昭和58年）- 北九州市立朽網小学校から分離し開校
- 1987年（昭和62年）- 創立5周年記念体育大会を挙行
- 1992年（平成4年）- 創立10周年記念体育大会・創立10周年記念式典を挙行
- 1999年（平成11年）- パソコン室完成
- 2002年（平成14年）- 創立20周年学習発表会・記念式典を挙行
- 2008年（平成20年）- 四季彩図書館開館式
- 2012年（平成24年）- 創立三十周年記念式典を挙行

## 交通
- JR日豊本線・朽網駅下車、徒歩約11分
- 西鉄バス北九州朽網バス停下車、徒歩約11分

## 周辺
- 北九州市立朽網小学校
- TOTO小倉第二工場